# Otto Friedrich Müller

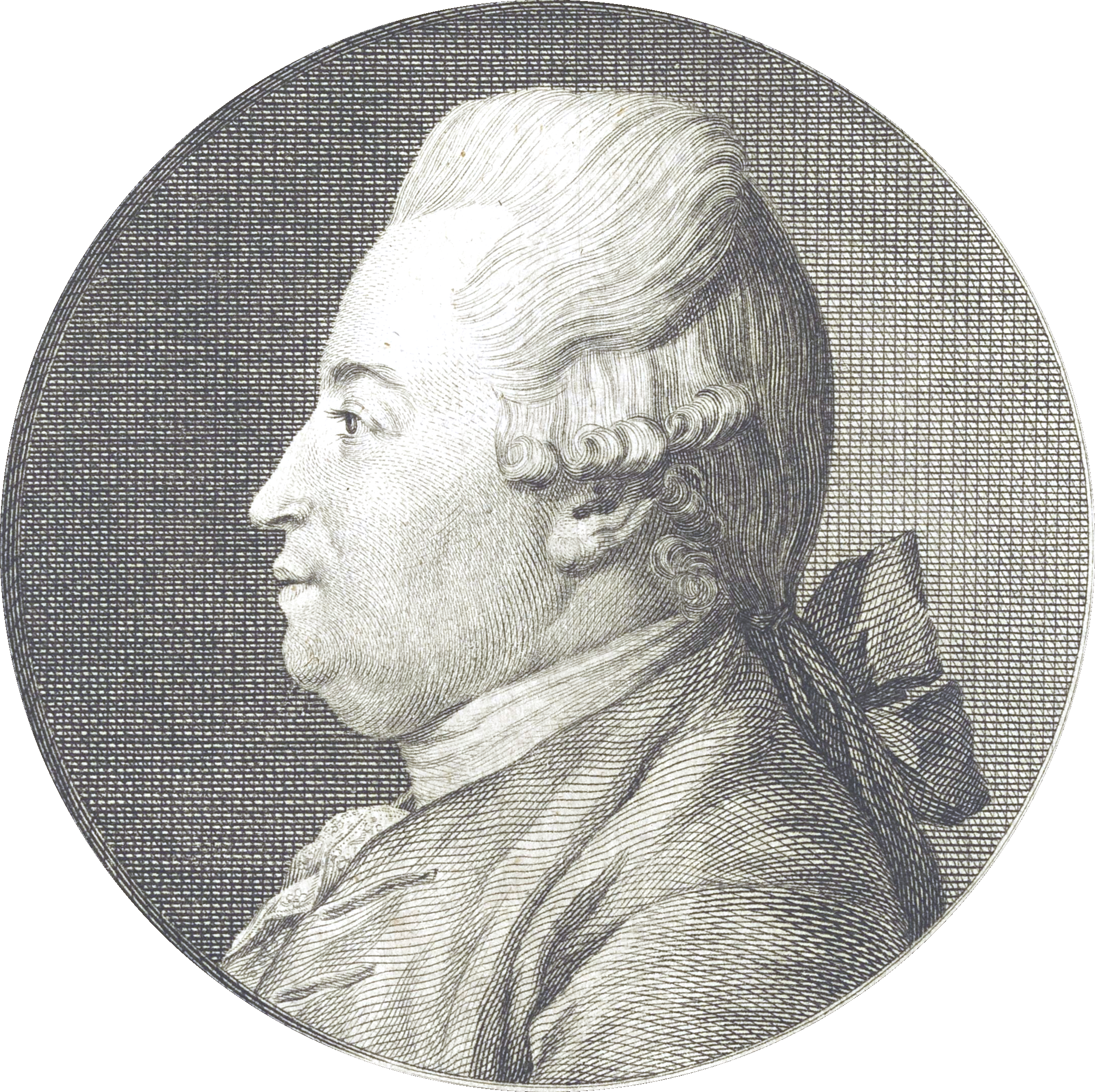
Otto Friedrich Müller

Otto Friedrich Müller, född 2 mars 1730 i Köpenhamn, död där 26 december 1784, var en dansk naturforskare
Müller studerade från 1748 teologi och senare juridik vid Köpenhamns universitet, men blev inte juris kandidat förrän 1760. Anledningen till detta var, att han av ekonomiska skäl hade varit tvungen till att samtidigt undervisa, och han hade 1753 anställts som privatlärare för den avlidne ministern Johan Sigismund Schulins son på Frederiksdal. Müllers intresse for naturvetenskap fick rik näring på denna plats, där han inledde en rad undersökningar, som senare skulle göra honom berömd. År 1764 utgav han sin Fauna insectorum Fridrichsdalina, som beskriver i området påträffade insekter. Kort därefter åtföljde han greven på en lång utlandsresa till Central- och Sydeuropa och fick därvid möjlighet att stifta bekantskap med många av tidens framstående zoologer och kom i kontakt med utländska akademier, i vilka han invaldes som ledamot. Efter sin hemkomst utgav han Flora Fridrichsdalina, en beskrivning av växterna vid Frederiksdal. Därefter inträdde han i statstjänst, blev 1769 kansliråd och 1771 arkivsekreterare, men kunde redan 1773, tack vare ett rikt giftermål, lämna denna tjänst för att uteslutande ägna sig åt studier. Han blev genom sitt äktenskap även ägare till en gård vid Drøbak i Norge och ägnade åren 1773–78 till att insamla havsdjur i Oslofjorden.
Müller publicerade en rad vetenskapliga verk; förutom mindre tidskriftsartiklar utgav han således 1771 Von Würmern des süssen und salzigen Wasser, i vilken han behandlar borstmaskarna, och 1773 Vermium terrestrium et fluviatilium sive animalium infusoriorum historia, som innehåller viktiga uppgifter om en mängd lägre djur; vidare utkom 1781 Hydrachnæ in aquis Daniæ palustribus, en viktig monografi om danska vattenkvalster, samt 1785 Entomostraca seu insecta testacea (med 50 kopparstick), ett arbete som lade grunden till småkräftornas systematik. Värdefullt för sin tid var även det 1785 utgivna Animaleula infusoria, dåtidens främsta beskrivning av hödjuren.
Under senare år var Müller starkt upptagen av ett planerat omfattande verk, Zoologia Danica, som skulle utges av danska staten och avbilda och beskriva samtliga danska djur. Inledningsvis publicerade han 1776 Zoologiæ Danicæ Prodromus, i vilken alla kända danska (och norska) djur uppräknas och kort beskrivs; därefter följde 1777 och 1786 två folioband av själva verket, med vardera 40 tavlor. Postumt utgavs ytterligare två band (1789 och 1806), men därefter avbröts arbetet, då det ansågs ogenomförbart. 
Müller var även verksam som botaniker, men var av mindre betydelse på detta område. Han utgav dock 11:e-15:e häftena av "Flora Danica" (1775–82) och gjorde viktiga upptäckter angående befruktningen hos algerna. Han invaldes som utländsk ledamot av svenska Vetenskapsakademien 1769.
Auktorsnamnet O.F.Müll. kan användas för Otto Friedrich Müller i samband med ett vetenskapligt namn inom botaniken; se Wikipediaartiklar som länkar till auktorsnamnet.